# Vyšné Kôprovské sedlo
Das Vyšné Kôprovské sedlo (deutsch Oberes Koprovajoch oder Oberes Dillenjoch, ungarisch Felső-Kapor-hágó, polnisch Wyżnia Koprowa Przełęcz) ist ein 2180 m n.m. hoher Sattel (Pass) auf der slowakischen Seite der Hohen Tatra. Sie überquert die Hauptachse des Seitengrats von Kriváň zwischen dem Berg Kôprovský štít im Norden, dem Grat Kôprovský chrbát im Süden und bildet einen Übergang vom Tal Hlinská dolina im Talsystem der Kôprová dolina im Westen in den Hochgebirgskessel Hincova kotlina im Talsystem der Mengusovská dolina im Osten.
1874 gab der bekannte Bergsteiger Moritz von Déchy dem bis dahin nicht benannten Sattel den Namen Koprovaer Sattel (deutsch) oder Koprovai nyereg (ungarisch), nach dem Tal Kôprová dolina weiter westlich. Ursprünglich bezeichnete dieser Name die gesamte Depression zwischen dem Kôprovský štít und dem Felsturm Kôprovská veža, später wurde so der tiefer gelegene Sattel Nižné Kôprovské sedlo benannt, nach 1886 wurde mit diesem Namen der hier behandelte Sattel bezeichnet, auch weil 1886 ein Wanderweg zur Passhöhe angelegt wurde. Schon vor dem Ersten Weltkrieg entstanden eigenständige Namen für alle Objekte in der Depression.
Heute führt ein blau markierter Wanderweg von der Gabelung Nad Bytom (Anschluss an den rot markierten Wanderweg Tatranská magistrála) über die Täler Kôprová dolina und Hlinská dolina zum Sattel und von dort weiter zum Bergsee Popradské pleso und zur Haltestelle Popradské Pleso der Elektrischen Tatrabahn. An der Passhöhe beginnt ein relativ kurzer rot markierter Wanderweg zum Gipfel des Kôprovský štít.